# Тибул
Албий Тибул (на латински: Albius Tibullus, Tibull; * 55 пр.н.е.; † 19/18 пр.н.е.), е римски елегик, роден през 55 пр.н.е. от първоначално богат коннически род, който през гражданските войни е загубил голяма част от собствеността си. През 31 пр.н.е. той придружава своя покровител Месала в аквитанския поход. Неговото искане, да го придружи в Азия, той отхвърля първоначално, понеже обичал Делия (всъщност Плания), една либертинка в Рим, но накрая се решава да пътува. По пътя той се разболява и остава в Керкира. Когато се връща в Рим, намира своята любима омъжена за един богаташ. Скоро след това той умира от мъка, малко след Вергилий, 19 или 18 пр.н.е.
Домиций Марс написва некролог за умрелия през 19 пр.н.е. поет Вергилий, в което се споменава и Тибул.

## Произведения
Тибул е автор на две книги със стихотворения. Първата книга е издадена през 27 пр.н.е.